# シロサイ
シロサイ(Ceratotherium simum)は、哺乳綱奇蹄目サイ科シロサイ属に分類される奇蹄類。本種のみでシロサイ属を構成する。

## 分布
南アフリカ共和国、コンゴ民主共和国、スーダン、南スーダンでは絶滅したと考えられ、チャド、中央アフリカ共和国では絶滅した。ウガンダ、エスワティニ、ケニア、ジンバブエ、ナミビア、ボツワナ、モザンビークに再導入。ザンビアへ移入。

## 形態
頭胴長（体長）335 - 420センチメートル。尾長50-70cm。肩高171 - 185センチメートル。体重オス2,000-3,600kg、メス1,400-1,700kg。サイ科最大種。メスよりもオスの方が大型になる。
頭部には2本の角があり、吻端部の角のほうが長くなり最長160cmに達する。吻端が幅広い。幅広い吻端は、地面付近にある丈の低い草を食べるのに適している。名前はアフリカーンス語で「幅広い」の意のwijdeを、英語で「白い」の意があるwhiteと誤解したことが由来とされる。歯列は臼歯上下6本ずつ、大臼歯上下6本ずつの計24本。
幼獣では体毛が見られるが、成長に伴い毛は抜け落ちる。

## 分類
亜種C. s. cottoni（キタシロサイ）を独立種とする説もある。
Ceratotherium simum simum (Burchell, 1817) ミナミシロサイ Southern white rhinoceros
Ceratotherium simum cottoni Lydekker, 1908 キタシロサイ Northern white rhinoceros
ウガンダ、コンゴ民主共和国北東部、スーダン、チャド、中央アフリカ共和国に分布していた。

## 生態
サバンナに生息する。数頭からなる小規模な群れを形成するが、時に10-24頭前後の群れを形成することもある。オスは縄張りを持ち、決まった場所に尿や糞をすることより縄張りを主張する。オス同士では角を突き合わせて争うことがあるが、激しい争いになることはまずない。昼間は木陰で休むか水場で水を飲んだり泥浴びを行い、薄明時や夕方に食物を摂取する。
食性は植物食で、主に地面付近にある背の低い草を食べるが、木の葉を食べることもある。
繁殖様式は胎生。妊娠期間は530 - 550日。1回に1頭の幼獣を産む。視覚が弱く、30mほど先の物はよく見えていないため、知らぬ間に車に接近することもあるが、その代わり発達した聴覚と嗅覚を持つ。

## 人間との関係
角は中華人民共和国で薬用になると信じられていたり、中東では短剣の柄に用いられる。しかし角の主成分は人間の髪の毛や爪と同じケラチンというタンパク質で、科学的にみて薬効成分はほぼ期待できない。
角目的の乱獲により、生息数は減少している。2007 - 2014年にかけて密猟が急増傾向にあったため、影響が懸念されている。1975年のワシントン条約発効時から、（1977年からはサイ科単位で）附属書Iに掲載されている。2012年における生息数は18,933頭、2017年における生息数は18,064頭と推定されている。
C. s. simum ミナミシロサイ
1995年には南アフリカ共和国の個体群のみが、2005年にはエスワティニ（当時はスワジランド）の個体群も含めてワシントン条約附属書IIに掲載されている。
NEAR THREATENED (IUCN Red List Ver. 3.1 (2001))

C. s. cottoni キタシロサイ
民族紛争、耕作地や牧草地などの農地開発、角目的の乱獲により激減した。1980年代に、コンゴ民主共和国のガランバ国立公園を除いて絶滅した。ガランバ国立公園では1970年代および1990年代にスーダン（1990年代はウガンダ軍およびスーダン人民解放軍）からの武装勢力が退去して保護政策が徹底されたことで一時的に生息数が増加したが、後に再び密猟が横行するようになった。ガランバ国立公園での1963年における生息数は1,200頭、1970年における生息数は20 - 30頭、1976年における生息数は490頭、2003年における生息数は30頭、2005年における生息数は4頭と推定されている。2006年以降は、野生個体が確認されていない。
CRITICALLY ENDANGERED (IUCN Red List Ver. 3.1 (2001))

亜種キタシロサイは一時期生息数が増加したが、近年になり生息地の政情不安、内戦によって再び生息数が激減し絶滅寸前とされる。2006年8月以降、キタシロサイの野生の個体は発見されていない。このため動物園等で本種の名前で飼育されているのは主に基亜種のミナミシロサイである。2009年に絶滅を回避するためにキタシロサイの繁殖プログラムが導入されたが、2014年10月17日にこのプログラムでの保護下にあったオス1頭が死亡した。2014年12月16日に米カリフォルニア州サンディエゴ動物園のキタシロサイのオス1頭、2015年7月27日にチェコ共和国のドゥブール・クラローベ動物園のメス1頭（ナビレ〈Nabire〉・31歳）、2015年11月22日にサンディエゴ動物園のメス1頭が死亡した。2018年3月19日にオルペジャタ保護区のオス1頭が死亡（スーダン）し、これによりオスが絶滅した。
現存するキタシロサイは以下の2頭となる。
- ケニア共和国 オルペジェタ自然保護区 メス2頭[15]

日本では2020年の時点でさい科（サイ科）単位で特定動物に指定されており、2019年6月には愛玩目的での飼育が禁止された（2020年6月に施行）。2008年における飼育個体数は、全世界で750頭と推定されている。2018年5月21日、米カリフォルニア州のサンディエゴ動物園（San Diego Zoo）で、ミナミシロサイの雌が人工授精で妊娠したことが分かった。発表した米研究チームは、絶滅寸前の亜種キタシロサイの保全に向けた大きな一歩だと期待を示している。